# Виктор из Аверона
Викто́р из Аверона (также известный как Дикий мальчик из Аверона, Аверонский дикарь), родившийся около 1788 года, возможно, в департаменте Тарн, и умерший в 1828 году в Париже, — французский дикий ребёнок. Он был найден в возрасте примерно двенадцати лет (он переживал период полового созревания, и врачи могут только предположить его возраст на тот момент). После его обнаружения он переходил от одних людей к другим и убегал от цивилизации около восьми раз. В конце концов он был передан молодому врачу Жану Марку Гаспару Итару, который занимался с мальчиком в течение пяти лет и дал ему имя Виктор. Итар был заинтересован в определении того, чему Виктор может научиться. Он разработал процедуры, чтобы научить мальчика словам и записывал его прогресс. На основе своей работы с Виктором Итар вышел на новый уровень в образовании отстающих в развитии.
Виктор из Аверона был ретроспективно диагностирован как ребёнок-аутист, вероятно, брошенный своей семьёй.

## Обнаружение
Неизвестно, когда и как он пришёл жить в лес около Сен-Сернен-сюр-Ранс в департаменте Аверон, хотя, по свидетельствам, он был там замечен около 1794 года. В 1797 году ребёнка 9-10 лет видели на территории департамента Тарн, но только два года спустя его поймали мужчины с собаками и, после жаркого обсуждения, отвели в селение Лакон, где отдали под опеку некой вдове. Ребёнок питался только сырыми овощами или тем, что он приготовил сам, и через неделю сбежал от опекунши.
Зимой 1799 года ребёнок перешёл из департамента Тарн в соседний департамент Аверон. 6-го или 8 января 1800 года голого, сгорбленного, лохматого ребёнка выследили три охотника. Он убежал от них, вышел из леса и нашёл убежище в доме красильщика Видаля (фр. Vidal) в Сен-Сернен-сюр-Ранс. Он не разговаривал и беспорядочно жестикулировал. Согласно Франсуа Дагонье (фр. François Dagognet) «он ходит на четвереньках, питается растениями, он обросший, глухой и немой».
Через три дня его отправили в приют в Сент-Африк, а 4 февраля — в Родез. Вскоре туда приехали двое мужчин в поисках своих сыновей, пропавших во время Великой французской революции, но его не узнали.

## Исследование

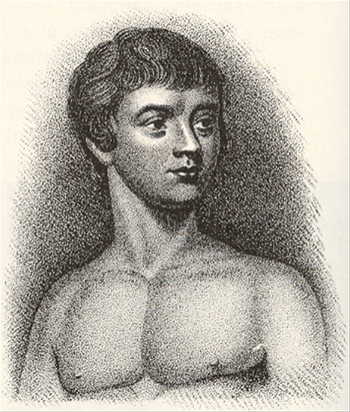
Виктор из Аверона

Из приюта Виктора забрал аббат и профессор биологии Пьер Жозеф Боннатерре. Он провёл осмотр мальчика: было ясно, что Виктор слышит. Боннатерре снял с него одежду и вывел на улицу в снег, где нисколько не расстроенный Виктор начал резвиться в обнажённом виде, показывая Боннатерре, что он явно привык к отсутствию одежды и к холоду. Правительственный комиссар, Констан-Сен-Эстев (фр. Constans-Saint-Esteve), также осмотрел мальчика и отметил «что-то необычное в его поведении, что делает его очень близким к состоянию диких животных».
О нём делали всевозможные гипотезы, даже самые нелепые. В частности, оставалось неясным: была ли его умственная отсталость вызвана его изоляцией или же изначальная психическая неполноценность привела к отказу от него в возрасте двух лет.
С целью изучения дикого ребёнка министр Люсьен Бонапарт потребовал его передачи в Париж. Таким образом, 6 августа 1800 года он был доставлен в «Национальный институт глухонемых» (фр. Institution des sourds-muets) в Париже, которым в то время руководил аббат Рош Амбруаз Кюкюрон Сикар, основатель «Общества изучения человека» (фр. Société des observateurs de l'homme) и выдающийся авторитет в сфере образования глухих. Сикар и другие члены общества считали, что изучая и вместе с этим воспитывая мальчика, они получили бы доказательства, необходимые для популяризации недавно сформулированной эмпирической теории познания. В контексте эпохи Просвещения, когда многие обсуждали, что именно отличает человека от животного, одним из самых значимых факторов считалась возможность выучить язык. Изучая мальчика, они также могли бы объяснить отношения между человеком и обществом.

### Влияние эпохи Просвещения
Просвещение побудило многих мыслителей, в том числе натуралистов и философов, поверить, что человеческая природа является предметом, который необходимо пересмотреть и взглянуть на него с совершенно другого ракурса. Благодаря Французской революции и новым событиям в науке и философии человек рассматривался не как особый, а как характерный относительно его места в природе:42. Изучением дикого мальчика надеялись получить подтверждение этой идеи. Таким образом, Виктор стал практическим примером в дебатах Просвещения о различиях между людьми и другими животными. В то время научная категория Juvenis averionensis использовалась как частный случай Homo ferus, описанная Карлом Линнеем в «Systema Naturae». Линней и его открытия, тогда заставили людей задаться вопросом: «Что делает нас людьми?». Ещё одной разрабатываемой идеей, широко распространенной в эпоху Просвещения, была идея «благородного дикаря». Некоторые полагали, что человек, существующий в чистом состоянии природы, был бы «нежный, невинный, любящий одиночество, не знающий зла и неспособный причинить преднамеренный вред».
Философии, предложенные такими личностями, как Руссо, Локк и Декарт, развивались примерно в то время, когда мальчик стал известен во Франции, в 1800 году. Эти концепции неизбежно повлияли на то, как мальчика оценивали, и, в конечном итоге, на то, как Итар структурировал его образование.

### Влияние колониализма
Симпсон указывает, что была «прямая связь между дискурсом колониализма за границей и внутренним регулированием девиантов на родине». Точно так же, как европейцы рассматривали «Другого» в колониях и в других экзотических местах, французы видели Дикого мальчика из Аверона. Недостаток разума и понимания в эпоху Просвещения был нецивилизованным. Отношение, которое европейцы распространили на «Других», включило в себя также Виктора, поскольку он тоже считается «нецивилизованным» из-за отсутствия у него языка и, следовательно, разума. Эти характеристики определяли человечность для современников Виктора.

Насколько это касалось членов общества, они увидели в «диком» ребёнке идеальную возможность исследовать самые основы человеческой природы. Изучая подобные создания, как они рассматривали дикарей и первобытных людей, краснокожих индейцев и орангутанов, интеллектуалы конца XVIII века вознамерились, обследовав маленького белого дикаря, решить, что же является характерным для Человека. Может быть, на этот раз представится возможность взвесить природное наследие человека и раз и навсегда определить роль, которую играет общество в развитии языка, культуры и нравственности.

## Образование
Было отмечено, что, несмотря на воздействие общества и обучение, он добился небольшого прогресса в институте под руководством Сикара. Многие люди сомневались в его способности учиться из-за его первоначального состояния, и, как говорит профессор Нэнси Юсеф (англ. Nancy Yousef), «одно дело сказать, что человек природы ещё не полностью человечен, и совсем другое дело сказать, что человек природы не может стать полностью человеком».
Никто больше не верил в возможность социализации Виктора. Психиатр Филипп Пинель, врач больницы Bicetre, сделал доклад об этом диком ребёнке, в котором дал своё заключение о нём как о психически больном, идиоте с рождения. После того, как Сикар разочаровался в отсутствии прогресса у мальчика, Виктору пришлось в одиночестве бродить по учреждению, пока молодой студент-медик Жан Итар не решил забрать его к себе домой.

### Жан Марк Гаспар Итар

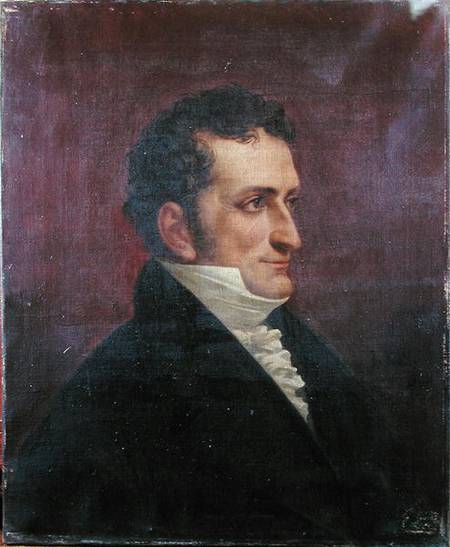
Жан Марк Гаспар Итар

В 1801 году Жан Марк Гаспар Итар принял Виктора в свой загородный дом, чтобы заниматься его развитием и составлять отчёты о его прогрессе. Он опубликовал статью в том же году и отчёт в 1806 году о своей работе с Виктором из Аверона.
Итар считал, что две вещи отличают людей от животных: эмпатия и язык. Он хотел социализовать Виктора, научить его говорить и выражать человеческие эмоции. Виктор показал значительный прогресс на раннем этапе в понимании языка и чтении простых слов, но не смог продвинуться дальше элементарного уровня. Итар писал: «В этих обстоятельствах его ухо не было органом для восприятия звуков, их артикуляции и их сочетаний, оно было ничем иным, как простым средством самосохранения, которое предупреждало о приближении опасного животного или о падении диких фруктов»:26.
Заметив, что мальчик может произносить только букву O, Итар дал ему имя Викто́р. Виктор вообще смог когда-либо выговорить только две фразы: lait (молоко) и Oh, Dieu (О, Боже).
По-видимому, Итар придерживался прогрессивных взглядов, когда он воспитывал Виктора, следуя концепции Руссо, который считал, что «естественная ассоциация основана на взаимном, свободном и равном уважении между людьми».
Такое представление о том, как воспитывать и преподавать, хотя и не дало ожидаемых результатов, оказалось шагом к новым системам педагогики. Пытаясь обучить мальчика, который жил на природе, образовательный процесс можно было реструктурировать и систематизировать. Итар был признан основателем «устного образования глухих, в области отоларингологии, использования модификации поведения с детьми, имеющими тяжёлые нарушения, и специального образования для умственно отсталых и физически неполноценных».
В то время как Виктор не смог говорить на языке, которому Итар пытался его научить, он, кажется, действительно продвинулся в своем поведении по отношению к другим людям. Однажды вечером в доме Итара экономка, мадам Герен (фр. Guérin), сидела за столом и плакала по своёму умершему мужу. Виктор прекратил своё занятие и продемонстрировал утешительное поведение по отношению к ней. Итар сделал сообщение об этом прогрессе.

### Язык
При рассмотрении взаимосвязи между языком и интеллектом французское общество воспринимало одно вместе с другим. Без опеки друзей или семьи немой человек обычно попадал в очень тяжёлые условия. Но примерно с 1750 года ситуация начала меняться: французский священник Шарль-Мишель де л’Эпе создал в Париже школу для обучения глухонемых. Его учреждение было превращено в Национальный институт в 1790 году (теперь фр. Instituts nationaux pour jeunes sourds):61.
Этот новый интерес и моральное обязательство по отношению к глухонемым вдохновили Итара воспитывать и пытаться обучать Виктора языку. «У него была теория Локка и Кондиальяка о том, что мы рождаемся с пустыми головами и что наши мысли возникают из того, что мы воспринимаем и переживаем. Не имея социального опыта, мальчик остался дикарём»:73.
После пяти лет, в течение которых Итар занимался социальной реабилитацией этого ребёнка, он добился некоторого постепенного прогресса. Виктор понимал смысл действий и использовал то, что писатель двадцатого века Роджер Шаттак (англ. Roger Shattuck) называет «языком действия», который Итар рассматривал как своего рода примитивную форму общения:98.
Однако, Итар так и не смог заставить Виктора говорить, что он считал своим личным провалом. Он задавался вопросом, почему Виктор решил молчать, если было очевидно, что он не глухой. Также Виктор не понимал интонации голоса. Итар заявил: «Виктор был ментальным и психологическим эквивалентом кого-то рождённого глухонемым. Было бессмысленно пытаться научить его говорить нормальным способом повторения звуков, если он на самом деле не слышал их»:139–140.
Шаттак критикует процесс образования Итара, удивляясь, почему он никогда не пытался научить Виктора использовать язык жестов.
В 1811 году Виктор был передан мадам Герен, проживающей в доме Impasse des Feuillantines в Париже, которая получала ежегодное содержание в 150 франков и опекала его в течение 17 лет до его смерти в 1828 году от пневмонии. Его тело было опущено в общую могилу без проведения вскрытия.

## Исследование происхождения Виктора
Виктора замечали много раз в течение нескольких лет на окраине селений в достаточно определённом районе, на границе департаментов Тарна и Аверона. Ходили разные слухи о происхождении мальчика. Например, один из них утверждал, что мальчик являлся незаконнорождённым сыном нотариуса, оставленным в молодом возрасте по причине его немоты:17.
Исследование его происхождения было начато Сержем Аролем (фр. Serge Aroles) в начале 1990-х годов в сотрудничестве с Тьерри Жинестом (фр. Thierry Gineste). Оба французских врача (один — хирург, другой — психиатр) исследовали почти все неопубликованные архивы, связанные с дикой девочкой Мари-Анжелик ле Блан (Серж Ароль) и Виктором из Аверона (Тьерри Жинест). Они сошлись на том, что не умея плавать, Виктор не мог бы прийти издалека: он был не способен перебраться через реки и ручьи, в отличие от маленькой индианки Мари-Анжелик ле Блан, которая прекрасно плавала и никогда не была задержана каким-либо препятствием во время своего десятилетия выживания в дикой природе (1721—1731).
Способствовать этому исследованию должно было бы то, что Виктор родился в период приходских реестров, которые вели кюре (отменённые в ходе Великой французской революции постановлением от 20 сентября 1792 года), и что записи этого времени достаточно полные, продублированные сборами областных канцелярий. Священники небольших селений были очень дотошными: следили за тем, чтобы ни одно рождение не прошло мимо их регистрации и иногда оставляли длинные выяснения по поводу детей, рождённых вне брака, а также многочисленные второстепенные заметки из местной жизни: различные события, погода, урожай и т. д. Таким образом, Серж Ароль выбрал несколько сотен крещений мальчиков, имевших место до 1793 года в этом районе. Однако ему пришлось отказаться от поисков после того, как он выяснил, что последующему периоду предшествовала путаница в интересующих его реестрах: пропуски, некомпетентность первых служащих органов гражданской регистрации, наличие пришлых семей в регионе, спасающихся от нестабильности революции, которые могли исказить все данные и т. д.

## Оспаривание тезиса «дикий ребёнок»

### Отчёт Боннатерре (1800) и первые сомнения
Первым учёным, который обследовал Виктора в 1800 году, стал натуралист Боннатерре, преподаватель естественной истории. Он провёл тщательное клиническое обследование, измеряя до миллиметра его рост (136 см) и его крупные шрамы, а затем составил довольно объективный, пространный доклад, в котором допустил значительные сомнения в существовании дикого мальчика («Notice historique sur le sauvage de l’Aveyron… », an VIII de la République).
Страницы 24—25: «Меня пытались убедить, что он питался корнями и другим растительным сырьём». Тогда Боннатерре положил на стол различные продукты, сырые и варёные. Виктор отверг их все, кроме «картофеля, который он бросил в огонь, чтобы испечь».
Страница 30: Виктор не умеет делать огонь, и его любимые овощи не растут в дикой природе. «Мы знаем поля и сады, где он будет искать картофель, репу».
Дважды Боннатерре выразил удивление, что Виктор «имеет белую и тонкую кожу» и «что всё его тело покрыто шрамами» (стр. 30, 31, 48), «большинство из которых, как представляется, были вызваны ожогами». Он отметил, в частности, 4 ожоговых рубца на лице и поперечный шрам длиной 41 миллиметр рядом с гортанью, сделанный, по видимому, острым лезвием.
Страницы 24 и 44: «Все пришли толпой, чтобы посмотреть на этого ребёнка, которого назвали диким. Я побежал туда сразу же, чтобы судить о степени доверия, которое заслуживает этот всеобщий шум. Я обнаружил, что он сидит возле тёплого огня, который, похоже, доставляет ему большое удовольствие». «Это стремление согреться и удовольствие, которое он обнаруживает при приближении к огню, заставили меня предположить, что этот ребёнок вовсе не жил, как это говорилось, в состоянии абсолютной наготы».

### Спор: дикий ребёнок или ребёнок-мученик?
В марте 2008 года, после того, как было обнародовано что книга-бестселлер Миши Дефонсека, позднее экранизированная (Survivre avec les loups, с фр. — «Выжить с волками»), оказалась мистификацией, во французских СМИ (газетах, радио и телевидение) начались дебаты о многочисленных ложных сообщениях о диких детях, некритично принятых на веру. Хотя существует множество книг на эту тему, почти ни одна из них не основана на архивах, авторы использовали довольно сомнительную печатную информацию из вторых и третьих рук. По словам Сержа Ароля, автора общего исследования феномена диких детей на основе архивных материалов, почти все эти случаи являются фикцией. Серж Ароль сопоставил все исходные данные (1800—1801) Виктора с архивом из десятков других случаев диких детей, которых он отыскал по всему миру за период шести веков (1304—1954), и пришёл к выводу, что он один из немногих не проявивших способностей ни к выживанию, ни к самой элементарной защите: «Он даже не умеет расколоть камнем орех (чему его потом научат люди) или бросить камень в цель». В то время как Виктор боится воды и высоты, фильм Франсуа Трюффо представляет его «фыркающим в реках и сидящим на ветвях»; в то время как Виктор был «белым, грязным, не более», что ставит под сомнение его предполагаемую одичалость; фильм показывает его смуглым, как истинного лесного ребёнка и тем самым вводит в заблуждение общественное мнение.
Ещё в 1800 году один из горожан по фамилии Гиро (фр. Guiraud) выдвинул предположение, что этот ребёнок, поднимающий каждый раз руки при виде верёвки, используемой для крепления, являлся жертвой истязаний. Анализ доктора Ароля, выявивший довольно многочисленные шрамы у этого мальчика, особенно вызванные ожогами атипичной локализации (задняя поверхность конечностей), и глубокое ранение на горле около гортани (4 см), сделанное острым лезвием, в сочетании с отсутствием всякого навыка выживания заставил его сделать вывод, что Виктор «был фальшивым диким ребёнком, но, несомненно, настоящим ребёнком-мучеником».
Ароль поясняет, что, на его взгляд, гортань Виктора не могла не пострадать из-за такой глубокой резаной раны (что было реальной причиной немоты этого мальчика, ошибочно объяснённой его предполагаемой одичалостью), и он делает предположение, что этого ребёнка хотели убить в очень маленьком возрасте. По аналогии с Виктором и противно ложному идеализированному образу счастливых детей природы, Ароль приводит десятки других фиктивных случаев диких детей (от Индии до Сальвадора), пострадавших от жестокого обращения, включая членовредительство, вырезание языка и т. д., нанесённых рукой человека, а затем приписанных опасностям жизни в лесу. Эти истории были приняты безо всякого рассуждения, как и та, об известных волчьих детях Индии, Амале и Камале, которые, по словам Сержа Ароля, скорее подпадают под действие «правосудия, нежели науки».

### Сравнение со случаемМари-Анжелик ле Блан
Серж Ароль сопоставляет поведенческие особенности Виктора с другим случаем дикого ребёнка, который он изучал, Мари-Анжелик ле Блан. Он отмечает, что, в отличие от Мари-Анжелик, он боится высоты и с трудом залезает на деревья, не умеет ни охотиться, ни ловить рыбу, ни плавать (он «боится контакта с водой, хотя бы даже ополоснуть пальцы») и «ест то, что он находит на земле». Он не боится огня и «блуждает недалеко от деревни, где он собирает овощи и […] иногда приходит погреться в дома». У него не выработано никаких способов защиты в случае опасности, и он не пугается возможности физического контакта («он любит щекотку и хохочет»). Также, в отличие от Мари-Анжелик он не отказывается спать в постели и соглашается есть ржаной хлеб, обычный в этом регионе. Наконец, он «белый, грязный, не более, в то время как истинный дикий ребёнок чёрный от земли и грязи». Для этого автора «эти две случая несравнимы на основании общего статуса ребёнка природы».

## Современный комментарий
Сегодня существуют определённые гипотезы, которые Шаттак излагает в отношении Виктора. «Одна из них заключается в том, что у Дикого Мальчика, родившегося нормальным, развилось серьёзное психическое или психологическое расстройство до того, как от него отказались. Ранняя шизофрения, инфантильный психоз, аутизм — был использован ряд специальных терминов относительно его состояния. Несколько психиатров, с которыми я консультировался, поддерживают этот подход. Он объясняет как мотивацию отказа от него, так и его частичную реабилитацию по методу Итара»:169.
Профессор Ута Фрит заявила, что по её мнению у Виктора были признаки аутизма.
Серж Ароль в своей книге «L'énigme des enfants-loups» («Загадка волчьих детей») также полагает, что сохранившиеся описания его поведения указывают на «среднюю степень аутизма» (autisme moderé) в случае с Виктором.
Ароль отмечает, что у Виктора были характерные признаки психического расстройства, такие как: скрежетание зубами, непрерывные раскачивания взад и вперёд и внезапные, беспорядочные движения.
Итар считал, что Виктор «жил в абсолютном одиночестве с четырёх- или пятилетнего возраста почти до двенадцати лет, сколько примерно было ему, когда он был пойман в лесу Лакона». Это значит, что он, вероятно, прожил семь лет в дикости:10.
Человека необходимо воспитывать по крайней мере до возраста 5 или 6 лет; немыслимо, чтобы любой ребёнок, включая Виктора, был в состоянии самостоятельно выжить в дикой природе моложе этого возраста. Тот факт, что он не мог произнести ни слова в момент своей поимки, хотя он, должно быть, был с людьми по крайней мере в раннем детстве, и никогда потом не научился говорить, несмотря на интенсивные занятия с Итаром, предполагает, что он был психически неполноценным — опять же, диагноз аутизм, похоже, заслуживает доверия. Эта недееспособность также может объяснить жестокое обращение с ним, возможно, отношение к нему как к животному в самые ранние годы.

## О Викторе из Аверона

### Экранизации и беллетризации
О жизни Виктора были сняты фильмы и написаны книги:
- 1970 : Дикий ребёнок (L’Enfant sauvage), кинофильм Франсуа Трюффо, Жан-Пьер Карголь (фр. Jean-Pierre Cargol) в роли Виктора, дикого ребёнка, а сам Трюффо играет доктора Итара
- 1980 : эпизод под названием Wild Children 4-го сезона сериала США In Search Of…
- 2003 : роман Wild Boy английской писательницы Джилл Досон (англ. Jill Dawson
- 2008: Виктор, дикий мальчик из Аверона (Victor, l’enfant sauvage de l’Aveyron), докуфикшн, снятый Катрин Аира (фр. Catherine Aïra)
- 2010 : титульный рассказ Т. К. Бойла в сборнике «Wild Child and Other Stories»
- 2012 : альбом L’Enfant Sauvage французской метал-группы Gojira, вдохновлённый фильмом Трюффо
- роман «Victor: A Novel Based in the Life of the Savage of Aveyron» американского автора Mordicai Gerstein
- научно-популярная книга для детей «Wild Boy: The Real Life of the Savage of Aveyron» американской писательницы Mary Losure

### Статуя
Статуя, посвященная «Виктору, дикому ребёнку из Аверона», скульптора Реми Кудрен (фр. Rémi Coudrain) установлена в Сен-Сернен-сюр-Ранс.

## Дополнение